# 바이시 내친왕 (고우다 천황의 2황녀)
바이시 내친왕(일본어: 禖子内親王 ばいしないしんのう[*], 생몰년 미상)은 고우다 천황의 2황녀이다. 어머니는 가마쿠라 막부 쇼군 무네타카 친왕의 왕녀 린시 여왕이다. 여원호는 스메이몬인 (崇明門院)이다.

## 약력
겐오 원년 (1319년) 10월 28일, 내친왕 선하를 받은 뒤, 고니조 천황의 적남이자 자신의 조카인 동궁 쿠니요시 친왕의 비가 되었다. 일설에는 바이시는 자신의 숙모이자 쿠니요시 친왕의 양어머니로 되어있던 즈이시 여왕 (에이카몬인)의 양녀가 되어 있었다고 한다. 겐코 3년 (1323년)에 친왕비의 순산 기도가 이루어졌으며, 이 무렵에는 바이시 내친왕이 황태자비가 되었던 것으로 알려졌다. 그러나, 황태자의 숙부격인 고다이고 천황은 자신의 계통이 다이카쿠지통의 서류로 자리매김한 것에 불만을 품고, 다이카쿠지통 적류의 지위를 주장하며 양위를 요구하는 쿠니요시 친왕과의 불화를 심화시켰다. 그러던 중, 가랴쿠 원년 (1326년)에 쿠니요시 친왕이 급사하자, 바이시 내친왕은 신속하게 출가해, 쿠니요시 친왕의 남겨진 아이인 야스히토 친왕 (생모는 곤다이나곤 카잔인 사다노리의 딸) 양육에 전념했다.
겐코 원년 (1331년), 고다이고 천황은 막부 타도를 기도했으나 실패하고 (겐코의 난), 폐위되자, 지묘인통의 고곤 천황이 즉위했다. 이 때, 막부가 겐코의 변에 관여하지 않은 다이카쿠지통 적류인 고 쿠니요시 친왕의 계통과 지묘인통을 통한 양통질립의 지속을 요구함으로써, 야스히토 친왕이 동궁으로 세워지게 되었다. 그러자, 바이시는 동궁의 어머니에 준하는 사람이라며, 같은 해 10월 25일, 야스히토 친왕 태자 책봉과 동시에 준삼궁 선지를 받고, 곧바로 여원호 선하를 받았다. 그러나, 그 2년 반 후에 막부가 멸망하고, 고다이고 천황이 교토로 귀환하자, 고다이고 천황은 자신의 폐위와 그에 따른 고곤 천황 즉위, 야스히토 친왕의 태자 책봉, 바이시 내친왕의 준후 여원 선하의 일을 부정하였고, 이로 인해 겐코 3년 (1333년) 5월 17일, 바이시는 내친왕으로 격하되었다. 이후, 겐무 정권이 붕괴하고, 고다이고 천황이 요시노에 농성하자, 북조 고묘 천황의 칙에 따라 원호를 복원받았다. 그 후의 행적에 대해서는 알려지지 않았다.